# Liste der Biografien/Groo
Liste der Biografien |
Portal Biografien |
Personensuche
# |
A |
B |
C |
D |
E |
F |
G |
H |
I |
J |
K |
L |
M |
N |
O |
P |
Q |
R |
S |
T |
U |
V |
W |
X |
Y |
Z |
?
 
Ga |
Gb |
Gc |
Gd |
Ge |
Gf |
Gh |
Gi |
Gj |
Gk |
Gl |
Gm |
Gn |
Go |
Gp |
Gq |
Gr |
Gs |
Gu |
Gv |
Gw |
Gy |
Gz
 
Gra |
Grb–Grd |
Gre |
Grg |
Gri |
Grj |
Grk |
Grl |
Grm |
Gro |
Grs |
Gru |
Gry |
Grz
 
Groa |
Grob |
Groc |
Grod |
Groe |
Grof |
Grog |
Groh |
Groi |
Groj |
Grok |
Grol |
Grom |
Gron |
Groo |
Grop |
Gros |
Grot |
Grou |
Grov |
Grow |
Groy |
Groz
Die Liste der Biografien führt alle Personen auf, die in der deutschsprachigen Wikipedia einen Artikel haben. Dieses ist eine Teilliste mit 110 Einträgen von Personen, deren Namen mit den Buchstaben „Groo“ beginnt.

## Groo
- Groo, Melissa (* 1962), US-amerikanische Wildtier- und Naturschutzfotografin

### Groob
- Groob, Jack (1920–1984), ukrainisch-kanadischer Geiger und Dirigent

### Groof
- Groof, Carl de (1923–2007), österreichischer Komponist, Filmkomponist, Arrangeur und Kapellmeister

### Groom
- Groom, Angus (* 1992), britischer Ruderer
- Groom, John (* 1938), britischer Politikwissenschaftler
- Groom, Jon (* 1953), walisischer Maler und Künstler
- Groom, Littleton (1867–1936), australischer Politiker und Außenminister
- Groom, Ray (* 1944), australischer Politiker
- Groom, Sam (* 1938), US-amerikanischer Schauspieler
- Groom, Shea (* 1993), US-amerikanische Fußballspielerin
- Groom, Winston (1943–2020), US-amerikanischer AutorWinston Groom (1943–2020)

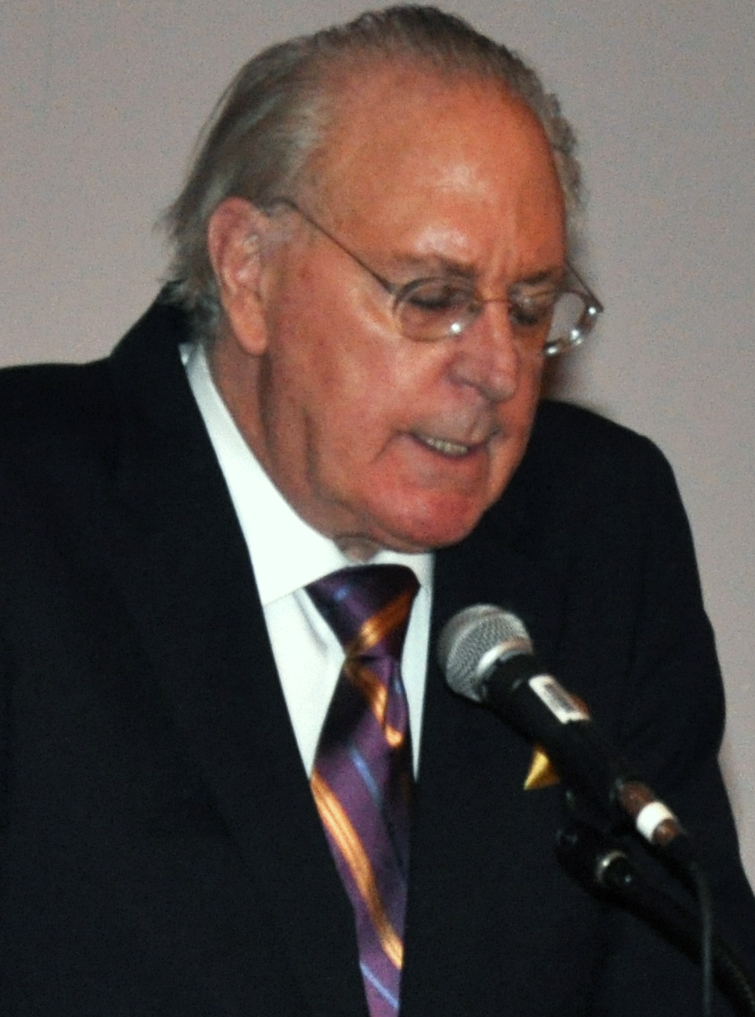
Winston Groom (1943–2020)

- Groombridge, Ironside William, erster Trainer von Gillingham
- Groombridge, Stephen (1755–1832), britischer Astronom und Kaufmann
- Groome, Georgia (* 1992), britische Schauspielerin
- Groome, James Black (1838–1893), US-amerikanischer Politiker, Gouverneur von Maryland

### Groop
- Groop, Hans (* 1932), finnischer Yachtkonstrukteur
- Groop, Monica (* 1958), finnische Opernsängerin (Mezzosopran)

### Groos
- Groos, Eduard (1806–1891), deutscher Arzt und Ehrenbürger der Stadt Laasphe
- Groos, Emil (1803–1885), deutscher Arzt und Ehrenbürger der Stadt Laasphe
- Groos, Friedrich (1768–1852), deutscher Arzt und Philosoph
- Groos, Heike (1960–2017), deutsche Medizinerin und Autorin
- Groos, Heinrich (1876–1944), Schlosser, Gewerkschaftssekretär und Arbeitsamtsdirektor
- Groos, Ilse, deutsche Golf-Sportlerin
- Groos, Karl (1861–1946), deutscher Philosoph und Psychologe
- Groos, Karl August (1789–1861), deutscher evangelischer Geistlicher, Herausgeber von Liedsammlungen und Komponist
- Groos, Karl Henrich (1771–1858), deutscher Verwaltungsbeamter
- Groos, Otto (1882–1970), deutscher Admiral der Kriegsmarine
- Groos, Philipp August (1845–1919), Bürgermeister und Mitglied des Provinziallandtages der Provinz Hessen-Nassau
- Groos, Ulrike (* 1963), deutsche Kunsthistorikerin und Kuratorin
- Groos, Wilhelm (1849–1934), deutscher Jurist
- Groos, Wilhelm Friedrich (1801–1874), Landrat des Landkreises Wittgenstein, Landrat von Wetzlar und preußischer Politiker
- Groos, Wilhelm Gustav (* 1824), deutscher Landschafts- und Genremaler der Düsseldorfer Schule
- Groos, Wolfgang (* 1968), deutscher FilmregisseurWolfgang Groos (* 1968)

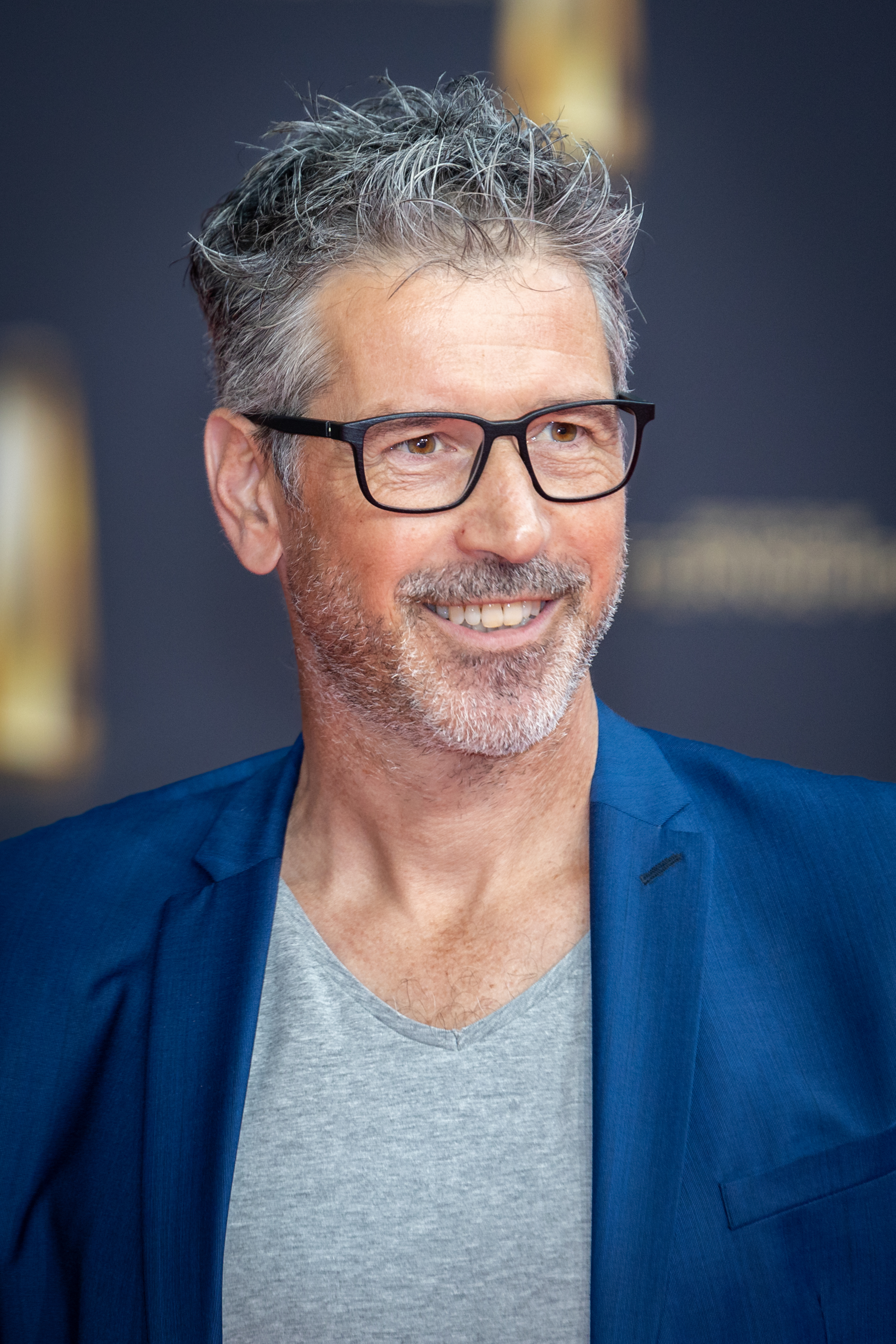
Wolfgang Groos (* 1968)

- Groosjohan, Ber (1897–1971), niederländischer Fußballspieler
- Grooss Viddal, Mathilde (* 1969), norwegische Jazzmusikerin (Sopransaxophon, Bassklarinette, Komposition)
- Grooss, Nettie (1905–1977), niederländische Sprinterin

### Groot
- Groot, Adriaan de (1914–2006), niederländischer Psychologe und Schachspieler
- Groot, Bernhard Lorenz (1717–1776), Kaufmann und Ratsherr der Hansestadt Lübeck
- Groot, Boudewijn de (* 1944), niederländischer Liedermacher
- Groot, Bram de (* 1974), niederländischer Radrennfahrer
- Groot, Cees (1932–1988), niederländischer Fußballspieler
- Groot, Chantal (* 1982), niederländische Schwimmerin
- Groot, Cornelis de (1546–1610), niederländischer Rechtswissenschaftler
- Groot, Cornelius Johannes de (1883–1927), niederländischer Funkpionier
- Groot, Daan de (1933–1982), niederländischer Radrennfahrer
- Groot, Diede de (* 1996), niederländische Rollstuhltennisspielerin
- Groot, Dineke de (* 1965), niederländische Richterin
- Groot, Georg (1899–1967), deutscher Politiker der (SPD, GVP, LP), MdL
- Groot, Giovanni Antonio de (1664–1712), italienischer Maler
- Groot, Harry de (1920–2004), niederländischer Komponist
- Groot, Henk (1938–2022), niederländischer Fußballspieler
- Groot, Holger de (* 1964), deutscher Offizier, Brigadegeneral der Bundeswehr
- Groot, Hugo de (1897–1986), niederländischer Komponist, Dirigent und Musiker
- Groot, Huug de (1890–1957), niederländischer Fußballspieler
- Groot, Jan Jakob Maria de (1854–1921), niederländischer Sinologe
- Groot, Johannes de (1914–1972), niederländischer Mathematiker
- Groot, Kee (1868–1934), niederländische Lehrerin und Frauenrechtlerin
- Groot, Leen de (* 1946), niederländischer Radrennfahrer
- Groot, Lucas de (* 1963), niederländischer TypografLucas de Groot (* 1963)

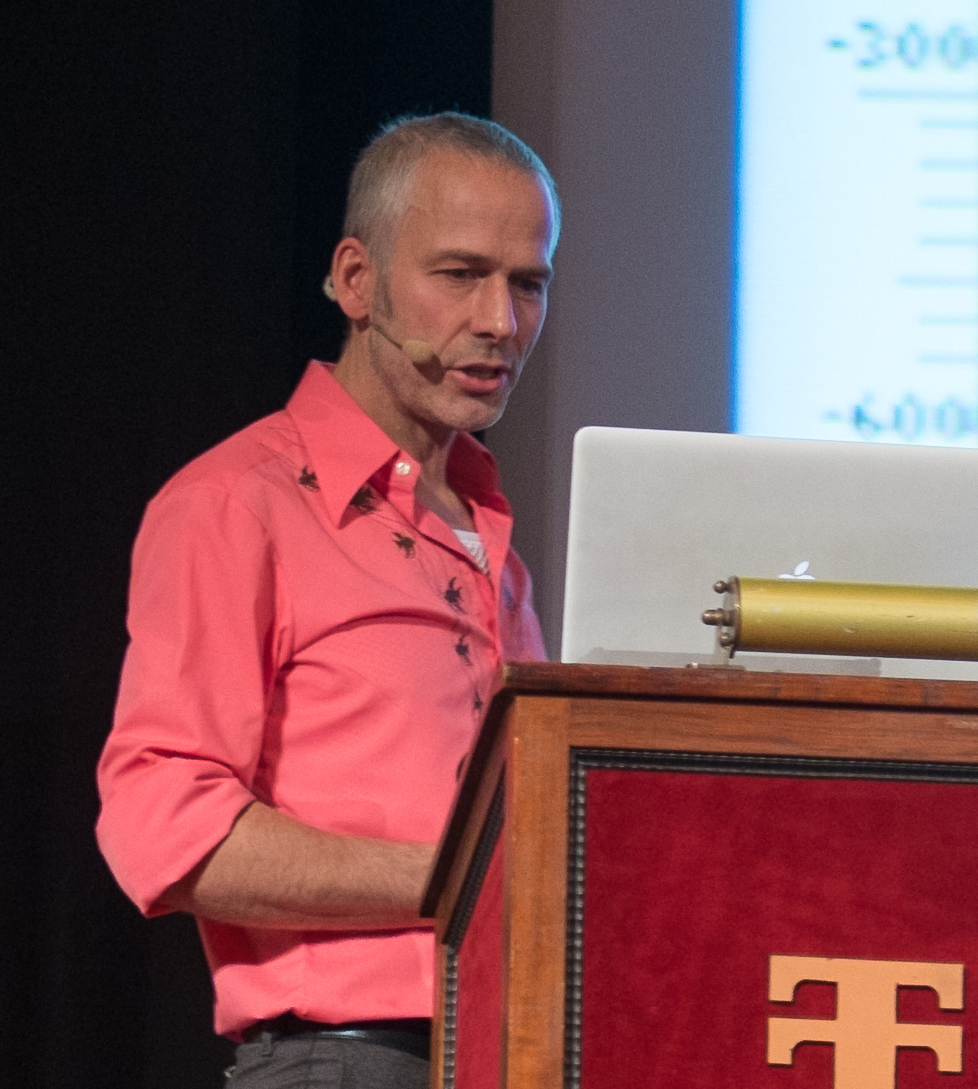
Lucas de Groot (* 1963)

- Groot, Marjan (1959–2019), niederländische Kunsthistorikerin und Designforscherin
- Groot, Mart de (* 1938), niederländischer Astronom
- Groot, Niels de (* 1981), niederländischer Skispringer
- Groot, Nycke (* 1988), niederländische Handballspielerin
- Groot, Paul de (1899–1986), niederländischer Politiker und Parteivorsitzender der Communistische Partij van Nederland
- Groot, Sybren Ruurds de (1916–1994), niederländischer Physiker
- Groot, Sytske de (* 1986), niederländische Ruderin
- Groot, Yorick de (* 2000), niederländischer Volleyball- und BeachvolleyballspielerYorick de Groot (* 2000)

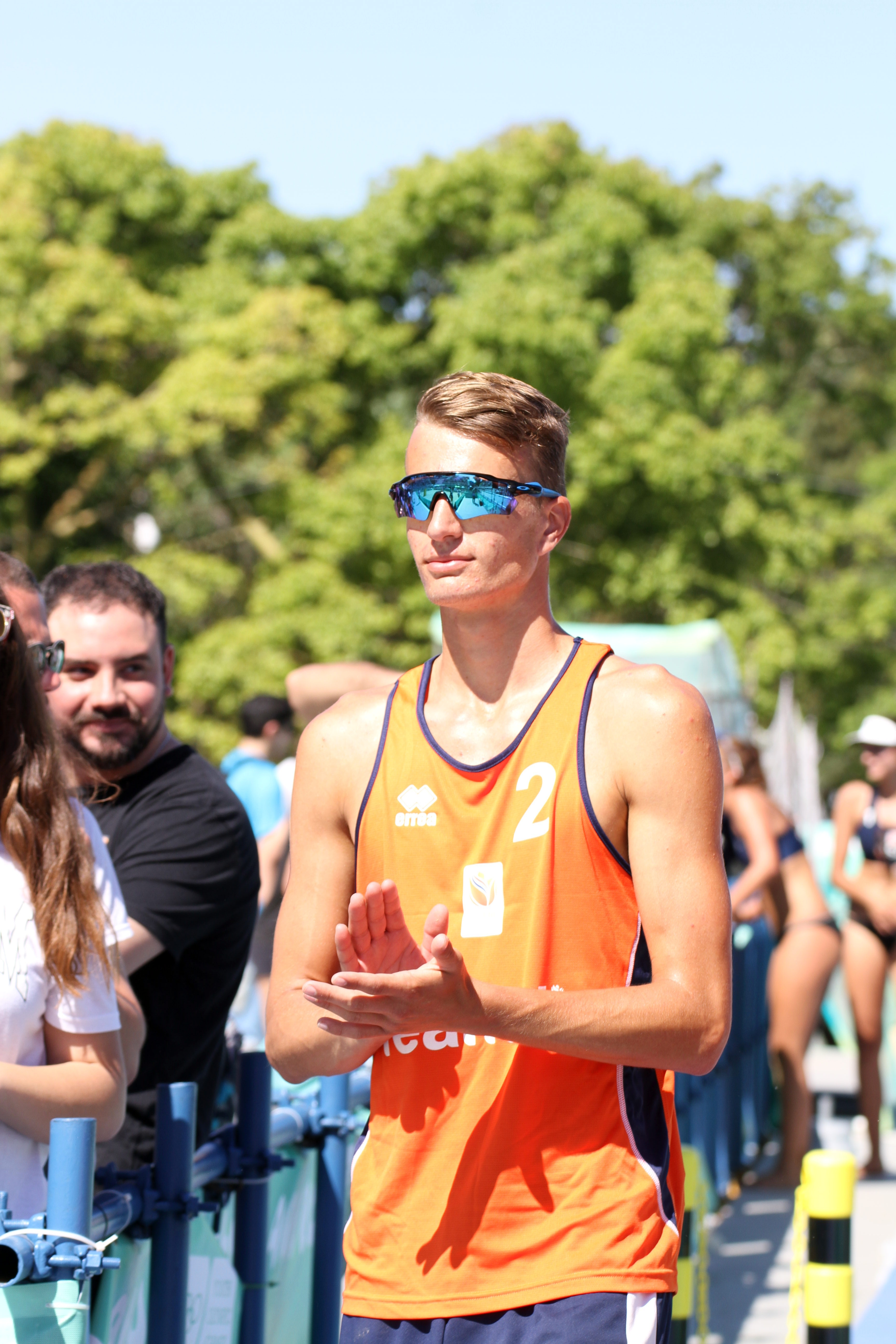
Yorick de Groot (* 2000)

- Grootaers, Walter (* 1955), belgischer Sänger, Moderator und Politiker (Open VLD)
- Grootboom, Mpumelelo Paul (* 1975), südafrikanischer Theatermacher, Drehbuchautor und Theaterregisseur
- Groote, Alfred (1812–1878), Richter, Reichstagsabgeordneter
- Groote, Carl August von (1831–1897), Bürgermeister von Godesberg
- Groote, Everhard von (1789–1864), deutscher Germanist, Schriftsteller und Politiker
- Groote, Felix von (1828–1889), deutscher Verwaltungsjurist und Landrat
- Groote, Geert (1340–1384), niederländischer Theologe und Bußprediger
- Groote, Heinrich Josef von (1762–1823), kurkölnischer Politiker und Bürgermeister der Stadt Köln
- Groote, Inga Mai (* 1974), deutsche Musikwissenschaftlerin
- Groote, Joseph von (1791–1866), deutscher Kirchenverwaltungsjurist und Parlamentarier
- Groote, Jules de (* 2007), nichtbinäre deutsche Person
- Groote, Kurt (1901–1953), deutscher Architekt
- Groote, Maria Ursula Columba de (1734–1768), Ehefrau des Maria Franz Jakob Gabriel de Groote, Bürgermeister der Freien Reichsstadt Köln
- Groote, Matthias (* 1973), deutscher Politiker (SPD), MdEPMatthias Groote (* 1973)

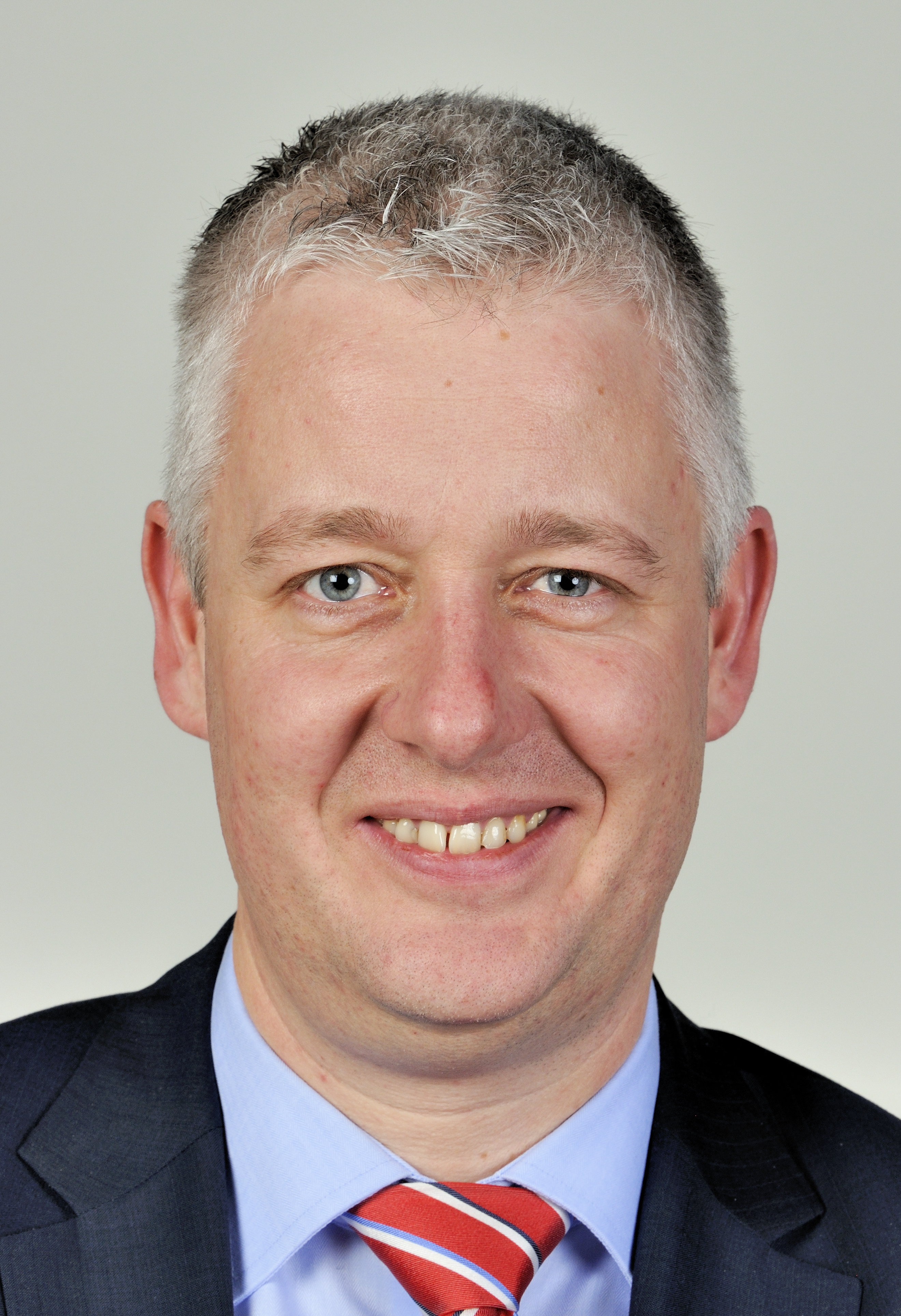
Matthias Groote (* 1973)

- Groote, Otto (* 1957), deutscher Sänger und Texter von Liedern in niederdeutscher Sprache
- Groote, Otto von (1883–1943), deutscher Landschaftsmaler, Jagdmaler, Tiermaler, Stilllebenmaler und Interieurmaler sowie Radierer der Düsseldorfer Schule
- Groote, Picco von (* 1981), deutsche Schauspielerin
- Groote, Rudolf von (1858–1922), deutscher Politiker und Oberpräsident der Rheinprovinz
- Groote, Wolfgang von (1911–2000), deutscher Offizier und Militärhistoriker
- Grooten, Richard (* 1993), deutscher American-Football-Spieler
- Grootendorst, Robert (1944–2000), niederländischer Argumentationstheoretiker
- Grootens, Klaus (* 1973), deutscher Kommunalpolitiker (CDU)
- Grootfaam, Alicia (* 2003), surinamische Kugelstoßerin
- Grooth, Georg Christoph (1716–1749), deutsch-russischer Maler und Porträtist
- Grooth, Johann Friedrich (1717–1801), deutscher Maler und Tiermaler
- Groothoff, Christiaan (1878–1954), niederländischer Fußballschiedsrichter
- Groothoff, Hugo (1851–1918), deutscher Architekt
- Groothuis, Bart (* 1981), niederländischer Politiker
- Groothuis, Rainer (* 1959), deutscher Buch- und Mediengestalter, Fotograf, Autor, Agentur- und Verlagsgründer
- Groothuis, Stefan (* 1981), niederländischer Eisschnellläufer
- Groothuis, Ulf (* 1960), deutscher Fußballspieler
- Groothuis, Uwe (* 1954), deutscher Fußballspieler und -trainer
- Groothuizen, Indy (* 1996), niederländischer Fußballtorwart
- Groothusen, Terence (* 1996), niederländischer Fußballspieler
- Groothuysen, Joan (1957–2018), kanadische Skilangläuferin
- Grootjans, Frans (1922–1999), belgischer Politiker
- Grootveld, Jan David Geerling (1821–1890), niederländischer Maler
- Grootveld, Robert Jasper (1932–2009), niederländischer Künstler
- Grootvelt, Jan Hendrik van (1808–1855), niederländischer Maler und Zeichner

### Groov
- Groove Electronic, deutscher DJ
- Groove-Markovic, Marga (1920–2002), deutsche Künstlerin
- Groover, Jan (1943–2012), US-amerikanische Malerin, Fotografin und Hochschullehrerin
- Grooverider (* 1967), britischer Drum-and-Bass-DJ und Produzent